# Diocèse de Zamora au Mexique
Ne doit pas être confondu avec Diocèse de Zamora.
Le diocèse de Zamora (en latin : en latin : Dioecesis  Zamorensis in Mexico ; en espagnol : Diócesis de Zamora) est un diocèse de l'Église catholique du Mexique, suffragant de l'archidiocèse de Morelia.

## Territoire

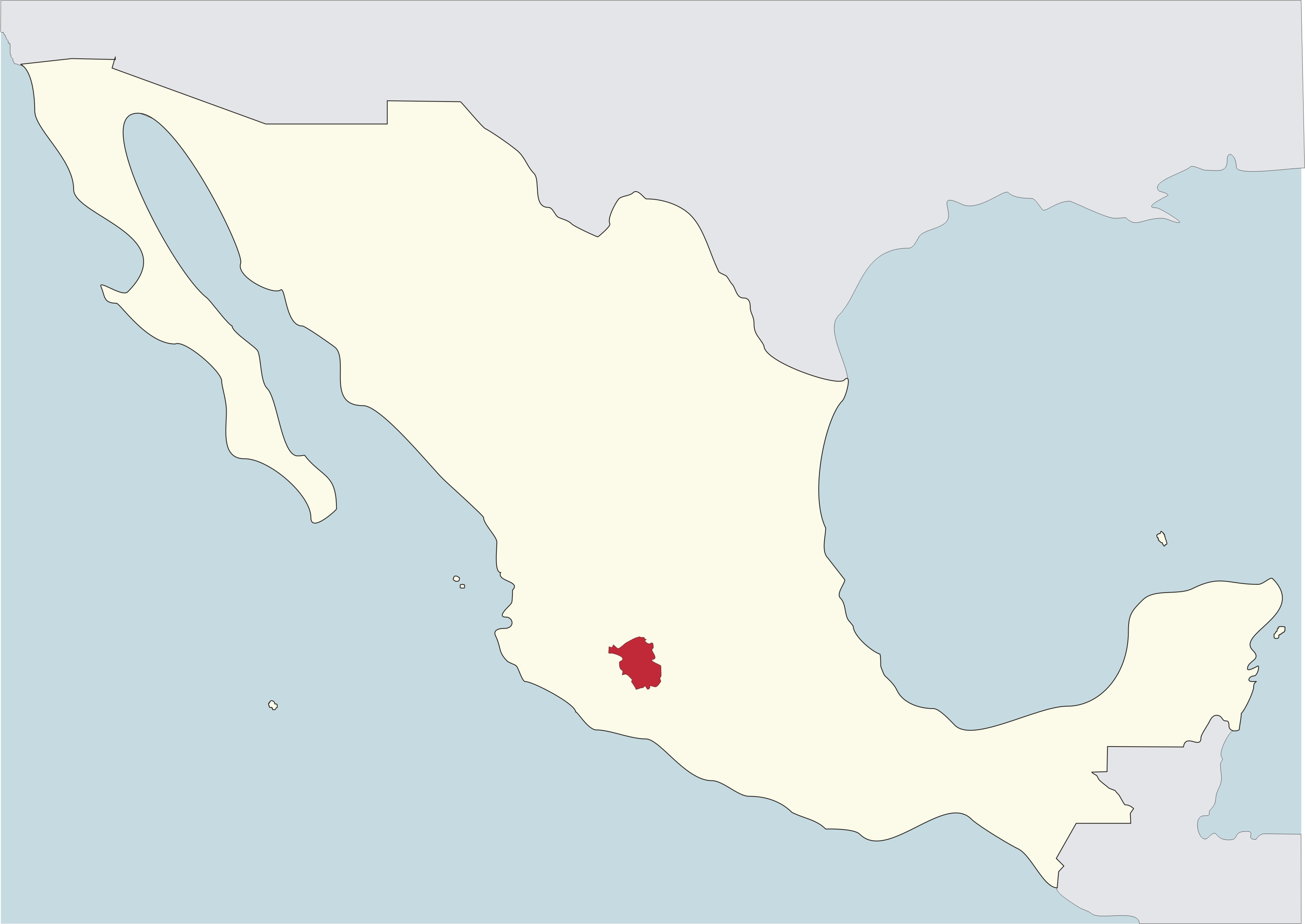
Diocèse de Zamora en rouge sur la carte du Mexique

Il comprend 38 municipalités du nord de l'État de Michoacán. Il possède un territoire d'une superficie de 12 000 km2 divisé en 140 paroisses.
Le siège épiscopal est dans la ville de Zamora de Hidalgo où se trouve la cathédrale de l'Immaculée-Conception (es) et le sanctuaire Notre-Dame-de-Guadalupe. L'église de Jacona est un lieu de pèlerinage dédié à Notre-Dame-de-l'Espérance et le sanctuaire du Seigneur-de-la-Piété (es) est un lieu de dévotion auprès d'un Christ crucifié,.

## Historique
Le diocèse est érigé le 26 janvier 1863 par la bulle In celsissima militantis Ecclesiae du pape Pie IX en prenant une partie du territoire du diocèse de Michoacán(aujourd'hui archidiocèse de Morelia), qui est élevé le même jour au rang d'archidiocèse et dont Zamora devient le suffragant.
Il cède une portion de son territoire le 26 juillet 1913 pour l'érection du diocèse de Tacámbaro.
Par la lettre apostolique A qua una mortales du 25 septembre 1950, Pie XII confirme que la Vierge Marie, vénérée sous le vocable de Notre-Dame de L'Espérance est la patronne principale du diocèse.

## Évêques
- José Antonio de la Peña y Navarro (19 mars 1863 - 13 juillet 1877)
- José María Cázares y Martínez (15 juillet 1878 - 24 octobre 1908)
- José de Jesús Fernández y Barragán (24 octobre 1908 - 1909)
- José Othón Núñez y Zárate (22 mars 1909 - 17 mars 1922), nommé archevêque coadjuteur d'Antequera
- Manuel Fulcheri y Pietrasanta (21 avril 1922 - 30 juin 1946)
- José Gabriel Anaya y Diez de Bonilla (10 mars 1947 - 15 septembre 1967)
- José Salazar López (15 septembre 1967 - 21 février 1970), nommé archevêque de Guadalajara
- Adolfo Hernández Hurtado (6 septembre 1970 - 12 décembre 1974)
- José Esaul Robles Jiménez (12 décembre 1974 - 18 octobre 1993)
- Carlos Suárez Cázares (18 août 1994 - 13 décembre 2006)
- Javier Navarro Rodríguez, depuis le 3 mai 2007